# بيرت يانسي
بيرت يانسي (بالإنجليزية: Bert Yancey)‏ هو لاعب غولف أمريكي، ولد في 6 أغسطس 1938 في تشيبلي في الولايات المتحدة، وتوفي في 26 أغسطس 1994 في بارك سيتي في الولايات المتحدة بسبب نوبة قلبية.

## وصلات خارجية
- بيرت يانسي على موقع رابطة لاعبي الغولف المحترفين (الإنجليزية)